# Excimerlaser
Excimerlaser sind Gaslaser, die elektromagnetische Strahlung im ultravioletten Wellenlängenbereich erzeugen können. Anwendungsbeispiele sind die operative Korrektur der Kurzsichtigkeit, die Fotolithografie zur Herstellung hochintegrierter Halbleiter-Bauelemente oder die Mikro-Materialbearbeitung (z. B. das „Bohren“ extrem feiner Düsen für Tintenstrahldrucker).
Das Wort Excimer wird aus der Zusammenziehung des englischen excited (dt. angeregt) und des Begriffs Dimer gebildet und bezeichnet das laseraktive Medium. Ein Dimer besteht grundsätzlich aus zwei gleichen Atomen oder Molekülen. Allerdings werden heute vorrangig Edelgas-Halogenide als laseraktives Medium eingesetzt. Somit lautet die korrekte Bezeichnung eigentlich Exciplexlaser (aus excited und complex), aber dieser Name wird in der Praxis selten verwendet.
Der erste Excimerlaser wurde 1970 von Nikolai Bassow, W. A. Danilitschew und Ju. M. Popow am P. N. Lebedew-Physikinstitut in Moskau konstruiert. Sie benutzten das Xenon-Dimer Xe2 und einen Elektronenstrahl zur Anregung. Der erste kommerzielle Excimerlaser wurde 1977 von Lambda Physik gebaut.

## Funktionsweise

Schematische Darstellung des Elektronenübergangs bei einem KrF-Laser vom angeregten in den instabilen (getrennten) Zustand

Die als Excimere genutzten Edelgas-Halogenide können nur als angeregte Moleküle existieren und sind im Grundzustand nicht stabil. Sie können gebildet werden, indem die chemische Reaktion zwischen dem Edelgas und dem Halogen durch eine elektrische Entladung oder einen starken Elektronenstrahl in die gewünschte Richtung des angeregten Edelgashalogenides gelenkt wird. Da die angeregten Moleküle metastabil sind, wird das Edelgashalogenid zunächst angereichert und es entsteht eine Besetzungsinversion, das heißt, es befinden sich mehr Moleküle im angeregten Zustand als im Grundzustand (siehe Abbildung). Die angeregten Moleküle können die gespeicherte Energie in Form von ultravioletter Strahlung abgeben, wobei sie in den instabilen Grundzustand übergehen und sofort in ihre Bestandteile zerfallen. Dieser Übergang kann durch einfallendes ultraviolettes Licht gleicher Wellenlänge bei allen angeregten Molekülen gleichzeitig ausgelöst werden, wodurch ein Laserstrahl entsteht.
Die meisten Excimerlaser können nur gepulst betrieben werden. Die Pulsdauer liegt zwischen 300 fs und 40 ns. Wiederholraten heutiger Excimerlaser liegen maximal bei wenigen Kilohertz. Im industriellen Bereich werden Excimerlaser mit Pulsenergien von bis zu 1,2 J eingesetzt.
Die Wellenlänge eines Excimerlasers ist durch das bei der Anregung entstehende Molekül festgelegt. Die entsprechenden Ausgangsstoffe (Gase) werden z. B. in Gasflaschen bereitgestellt. Das Gasgemisch, das aus wenigen Prozent der aktiven Gaskomponenten und einem Puffergas (Helium oder Neon) besteht, in der Laser-Kavität, aus dem die laseraktiven Excimere bzw. Exciplexe erzeugt werden, muss regelmäßig ausgetauscht werden, da sich sowohl durch längere Standzeiten als auch durch den laufenden Betrieb die Eigenschaften des Gasgemisches derart verändern, dass die Pulsenergie unter einen akzeptablen Wert abfällt.

## Anwendungen
| Molekül | Wellenlänge |
| ------- | ----------- |
| Ar2     | 126 nm      |
| Kr2     | 146 nm      |
| F2      | 157 nm      |
| Xe2     | 172 nm      |
| ArF     | 193,3 nm    |
| KrCl    | 222 nm      |
| KrF     | 248,35 nm   |
| XeBr    | 282 nm      |
| XeCl    | 308 nm      |
| XeF     | 351 nm      |

KrF- und ArF-Excimerlaser werden seit Mitte der 1990er Jahre in der Fotolithografie zur Belichtung von photosensitiven Fotolacken eingesetzt. Die kurze Wellenlänge ermöglicht die Herstellung von Strukturen von 28 nm Breite (mit einfachen Mehrfachstrukturierungs-Techniken, mit komplexeren sogar bis zum 10 nm) und bildet damit weiterhin die Grundlage für die Fertigung aller modernen integrierten Schaltkreise in CMOS-Technik, auch wenn die neusten Produkte für die kritischsten Ebenen bereits EUV-Lithografie einsetzen.
Excimerlaser werden aber auch für die direkte Bearbeitung von praktisch allen Materialien (Keramiken, Metalle, Kunststoffe u. a.) zur Herstellung von Strukturen mit lateralen Abmessungen im Sub-Mikrometerbereich eingesetzt. Beispiele dafür sind die Herstellung von Faser-Bragg-Gittern (FBG) oder die Mikrobearbeitung von Oberflächen.
Auch in der Medizin finden Excimerlaser zahlreiche Anwendungen. Sie werden beispielsweise zum Schneiden menschlichen Gewebes eingesetzt. Dafür wird in der Regel pulsierende Laserstrahlung (Frequenzen zwischen 100 und 200 Hz) eingesetzt, die dazu führt, dass umgebendes Gewebe nicht erwärmt wird, und einen Wundheilungsprozess ohne größere Schmerzen ermöglicht. Mit jedem Puls werden bis zu 2 µm Gewebe abgetragen. Das und der sehr kleine Fokusdurchmesser machen Excimerlaser attraktiv für Anwendungen in der Augenheilkunde, beispielsweise LASIK, und verdrängen zunehmend „Heißschnittmethoden“ unter Einsatz von Argon-, Nd:YAG-  und CO2-Laser, die höhere Eindringtiefen in menschliches Gewebe aufweisen.
In der Dermatologie werden XeCl-Excimerlaser zur Behandlung von UVB-sensiblen Dermatosen wie Psoriasis vulgaris (Schuppenflechte) oder Atopisches Ekzem (Neurodermitis), u.v.m. eingesetzt.
Für die Denkmalpflege und den Kulturgüterschutz werden Excimer-Laser schon lange diskutiert und auch bereits eingesetzt, beispielsweise zum schonenden Abtragen von Korrosionsbelägen oder unerwünschten Beschichtungen auf Kunstwerken. Erste experimentelle Untersuchungen wurden z. B. für historischen Glasmalereien bei der Fraunhofer-Gesellschaft durchgeführt.